# Le Roman de Saint Fanuel
Pour les articles homonymes, voir Fanuel (homonymie).
Le Romanz de Saint Fanuel et de Sainte Anne et de Nostre Dame et de Nostre Segnor et de ses Apostres, appelé Le Roman de Saint Fanuel est un texte hagiographique anonyme écrit au XIIIe siècle à partir des évangiles apocryphes racontant la généalogie de la Vierge Marie et l'histoire de sa mère sainte Anne.
Le texte se présente sous la forme d'un récit versifié narrant la naissance de sainte Anne par la cuisse de saint Fanuel, après que celui-ci eût essuyé son couteau plein de suc de pommes sur sa cuisse. Le texte fit scandale et ne fut pas toujours présent dans le cycle de l'histoire de Marie et de Jésus dans lequel il est habituellement inclus pour des raisons inconnues. Il mêle des éléments bibliques, mythiques et apocryphes qui en font un texte situe à l'intersection entre un texte sacré ou profane.  En effet, il intègre dans la lignée et l'arbre généalogique de Marie littéralement un arbre et un enfantement par la cuisse de saint Fanuel, tombé enceint en s'essuyant son couteau enduit de suc de pommes sur sa cuisse.  
Certaines relectures queer le place en raison des éléments de fluidité de genre et de la narration d'un enfantement par un homme dans une perspective historique de la transidentité au Moyen Âge. 

## Description de l'œuvre
Le Romanz de Saint Fanuel est un texte hagiographique et éclectique du XIIIe siècle qui comporte des apports apocryphes, bibliques et mythiques. Il s'agit du premier texte d'un cycle de l'histoire de Marie et de Jésus qui commence à circuler au XIIIe siècle et  qui raconte la naissance d'origine miraculeuse de sainte Anne, la mère de Marie, mère de Jésus et propose une description de l'ascendance et la lignée de Marie,. Le titre complet du roman est  Romanz de Saint Fanuel et de sainte Anne et de Nostre Dame et de Nostre Segnor et de ses Apostres. Il s'agit d'un récit noté pour sa singularité à plus d'un titre dans le corpus hagiographique apocryphe. Tout d'abord le texte n'existe qu'en français, et il n'est jamais présent de façon indépendante, mais intégré le plus souvent dans des compilations canoniques et apocryphes. le récit est également interpolé dans la Conception Nostre Dame de Wace,. 
Le texte du cycle complet se présente sous la forme d'un poème de 3971 octosyllabes structuré en plusieurs parties : histoire de Fanuel, la naissance de Jean Baptiste et celle de la Vierge Marie, l’histoire de Marie, de Joseph et de Jésus, la Passion et l’Assomption. La partie concernant saint Fanuel ne se trouve pas tout le temps dans les 14 manuscrits répertoriés de l'œuvre totale. La raison n'en est pas élucidée, bien qu'il soit possible qu'il s'agisse d'un poème indépendant, ou alors que l'on ai parfois retiré le passage concernant saint Fanuel car il suscitait une forte opposition. Le texte est qualifié d'hybride par la Professeure Maureen Barry McCann Boulton qui le situe à l'intersection entre un texte sacré ou profane, en raison des informations généalogiques offertes par le texte qui ne sont pas canoniques. En effet, il intègre dans la lignée et l'arbre généalogique de Marie littéralement un arbre (l'arbre du Paradis qui aurait été arraché par Dieu après qu'Adam en ai mangé le fruit défendu et placé dans le jardin d'Abraham selon le poème).
Parmi les exemplaires répertoriés, on trouve entre autres le manuscrit 350 de la bibliothèque de l’École de médecine de Montpellier dans une publication de Camille Chabaneau de 1885, un  à la bibliothèque de Berne assortie d'une analyse en latin de .J. R. Sinner parue en 1772, au Fitzwilliam Muséum de Cambridge et un à la Bibliothèque nationale de France.  

### Résumé

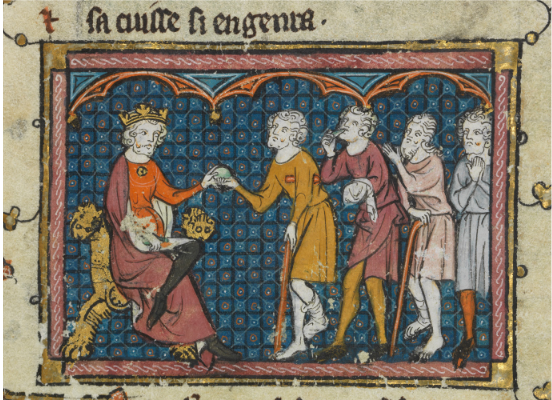
Saint Fanuel distribuant des pommes aux malades et en essuyant le suc avec son couteau sur sa cuisse. On distingue la protubérance du ventre.

Le récit débute ainsi :              
« Je vous dirai, se vous volés,
Si com li rois Jesus nasqui,
Et qui sa mere engenui,
Et com sainte Anne fut portée,
Qui ains ne fu d’ome engenrée,
Mais par le terdre d’un coutel
En la cuisse saint Fanuel.
La la porta si longuement
Si com mere fait son enfant »
— anonyme
        
« Je vous dirai, si vous voulez, 
comment le roi Jésus naquit,
et qui a engendré sa mère,
et comment sainte Anne fut portée.
Elle ne fut pas engendrée par un homme,
mais par un couteau essuyé
sur la cuisse de saint Fanuel.
Là, il la porta aussi longtemps »
— Jacques Poncet

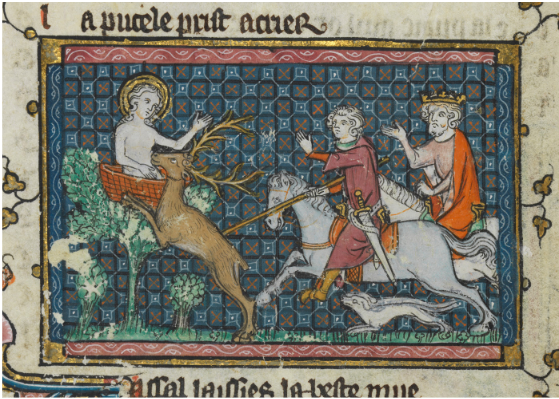
Le cerf conduit Fanuel (couronné) et Joachim jusqu'à Anne dans le nid de l'oiseau.

Dans le jardin d'Abraham, une jeune fille respire le parfum merveilleux d'une fleur de l'arbre du paradis et tombe miraculeusement enceinte. Elle est soupçonnée d'avoir «forniqué» et propose pour se laver de tout soupçon d'être soumise à l'ordalie par le feu. Au moment où on allume le bûcher où elle est montée vêtue d'une simple chemise, une pluie de roses et de fleurs s'abat sur le public grâce à l'entremise divine. Elle accouche neuf mois plus tard d'un petit Fanuel, qui est si sage qu'il devient roi et empereur. Il a pour habitude de donner à manger des pommes aux personnes déshéritées et après avoir coupé trois pommes en quartier, en essuie le suc restant sur son couteau sur sa cuisse. Une grosseur douloureuse apparait dans sa cuisse et il est révélé qu'il est enceint. Il accouche par la cuisse d'une petite fille, mais il n'arrive pas à accepter le fait et charge son sénéchal d'aller tuer sa progéniture dans la forêt. Le sénéchal la laisse cependant partir, et elle est recueilli dans un nid et nourrie de fleurs merveilleuses qu'un cerf fait pousser sur ses bois. Le roi Fanuel partant à la chasse avec son sénéchal Joachim, ses chiens, ses écuyers et ses archers, aperçoit le cerf et charge Joaquim de le tuer. Joachim est sur le point de tuer le cerf qui s'est enfui vers le nid de la «pucelle» quand elle lui crie d'arrêter et lui dit qu'il n'a pas le droit de tuer la bête. Joachim surpris lève les yeux vers la belle jeune fille et lui demande qui elle est. Elle lui répond qu'elle se nomme Anne, qu'elle n'a pas de père mais qu'elle aperçoit sa mère à l'instant se dirigeant vers elle, et demande à Joachim de la mener auprès d'elle.
Pour finir Joachim la demande en mariage à Fanuel et on célèbre de splendides noces.

## Analyse de l'œuvre

### Date et lieu de rédaction du conte
Selon G. Huet le récit est formé d'emprunts à des contes existants à l'époque de sa rédaction:
- version de Blida en Algérie collectée par M. J. Desparmet[6]
- version d'un conte roumain citée par Usener en 1913[6]
- version d'un conte d'Asie mineure rapporté par Émile Cosquin[6]

Paul Meyer en situe la rédaction au XIIe siècle en raison de la présence d'un fil d'or dans la chevelure de la jeune femme, fil d'or également présent dans le Roman de la rose de Guillaume de Loris rédigé vers 1230.

### Thématiques abordées
Le thème principal du texte est de définir une ascendance miraculeuse à la Vierge Marie en présentant la conception merveilleuse de ses ancêtres (saint Fanuel et sainte Anne). C'est selon le philologue belge Jacques Poucet, le premier texte littéraire à proposer une telle explication, selon laquelle sainte Anne naquit de la cuisse de saint Fanuel.
Les emprunts aux contes merveilleux de son époque font du récit un ensemble dont l'incohérence est relevée par Gé Huet. Par exemple saint Fanuel est un être bon mais qui envisage de tuer sa propre fille. Gédéon Huet explique cette incohérence pour un texte évangélique par le désir de son auteur de réaliser un texte de dévotion à sainte Anne. Le nom de Fanuel vient de l'Évangile de saint Luc (II, 36) où Phanuel est le père de sainte Anne.
Le récit emprunte également plusieurs aspects des mythologies antiques gréco-romaines : l'enfant abandonnée et prise en charge par un cerf évoque le mythe fondateur de Rome et de sa louve. La naissance de la cuisse de saint Fanuel fait référence à Dionysos né de la cuisse de Jupiter. Les naissances «immaculées» et merveilleuses sont un emprunt au champ biblique. Le texte présente plusieurs évènements miraculeux : miracle des roses à la suite d'une ordalie par le feu, pommes de grossesses, et propose une origine miraculeuse au bois de la croix sur laquelle Jésus fut crucifié.  
L'inclusion de trois lieux palestiniens, le Champ Fleuri, le jardin d'Abraham et Nicée situe l'auteur de ce récit vraisemblablement en Palestine. Selon G. Huet le texte pourrait avoir été conçu par des femmes car il met une héroïne au centre de l'intrigue et le rôle joué par l'homme y apparait selon lui « grotesque ». Il relève également l'origine antique remarquable du conte. 

### Genre des protagonistes
Blake Gutt a analysé le texte sous une perspective d'identité de genre et relevé le traitement genré non normatif des protagonistes, d'abord dans la grossesse de saint Fanuel qui fait de lui un homme enceint, ensuite dans le changement de genre auquel est fait référence saint Fanuel dans les mots que sa fille adresse.   
Quand le roi Fanuel apprend sa «grossesse» il est mal à l'aise et dans le déni, ce que Black Gutt met en relation avec la dysphorie de genre éprouvée par les personnes trans : 
« Quant li rois sot qu’il ot enfant,
Vergongne en ot et honte grant;
Il apela de sa maisnie
·I· chevalier ou moult se fie.
Se li a dit, “Biaus dous amis,
Que dira on en cest pais
Quant on saura que j’ai enfant? »
« Quand le roi réalisa qu'il avait eu un enfant,
Il en conçut grande honte et embarras
Il appela un gentillhomme de sa maisonnée
En qui il avait grande confiance
Il lui dit : Cher et doux ami,
Que diront les gens de ce pays

Quand on saura que j'ai un enfant ? »
Selon Black Gutt, la grossesse de Fanuel s'opère par la cuisse, or la cuisse dans l'imaginaire médiéval est un euphémisme pour évoquer les organes génitaux, par exemple dans l'histoire du Roi Méhaignié, que sa blessure à la cuisse rend stérile. Cet euphémisme peut être analogue aux pratiques de renommage que les personnes trans emploient pour regagner une puissance d'agir sur leur corps. 
Une autre occurrence de ce trouble dans le genre intervient quand Anne quand annonce à Joaquim n'avoir pas de père, mais une mère (qui donc est le roi et empereur saint Fanuel): 
« Je ne vi onques li mien pere,
Mais jou voi la venir ma mere.
Dites li tost qu’il viegne a mi,
Si me meche jus de cest ni »
« Je n'ai jamais vu mon père,
Mais je vois venir là ma mère.
Dites lui de venir à moi tout de suite,
Et de me descendre de ce nid. »
Anne nomme Fanuel « sa mère » tout en employant un pronom masculin pour le désigner, dans un contexte étrange où elle a pour parents techniquement un homme et un arbre. Ainsi Fanuel peut-être lu à travers un anamorphisme trans comme un homme trans éprouvant de la dysphorie face aux réactions biologiques de son corps, mais aussi comme un homme pouvant connaitre une grossesse tout en restant bien calé dans le genre masculin qui est le sien. 